# Illiberis
Illiberis es un género de mariposas de la familia Zygaenidae. Se encuentran en el sudeste de Asia.

## Especies
- Illiberis albiventris Alberti, 1954
- Illiberis aomoriensis  Matsumura, 1927
- Illiberis arisana  Matsumura, 1911
- Illiberis assimilis  Jordan, 1907
- Illiberis consimilis  Leech, 1898
- Illiberis coreana  Matsumura, 1927
- Illiberis cyanecula  Herrich-Schäffer, 1855
- Illiberis cyanocera  Hampson, 1892
- Illiberis cybele  Leech, 1888
- Illiberis diaphana  Hampson, 1892
- Illiberis dirce  Leech, 1888
- Illiberis distinctus  Kardakoff, 1928
- Illiberis elegans  Poujade, 1886
- Illiberis ellenae  Alberti, 1954
- Illiberis endocyanea  Hampson, 1919
- Illiberis formosensis  Strand, 1915
- Illiberis fujisana  Matsumura, 1927
- Illiberis fumata  Alberti, 1954
- Illiberis glaucosquamata  Strand, 1915
- Illiberis heringi  Draeseke, 1926
- Illiberis honei  Alberti, 1954
- Illiberis horishana  Matsumura, 1931
- Illiberis horni  Strand, 1915
- Illiberis hyalina  Staudinger, 1887
- Illiberis ignea  Oberthür, 1894
- Illiberis inermis  Alberti, 1954
- Illiberis kardakoffi  Alberti, 1951
- Illiberis kaszabi  Daniel, 1970
- Illiberis laeva  Püngeler, 1914
- Illiberis nigra  Leech, 1888
- Illiberis nigrigemma  Walker, 1854
- Illiberis ochracea  Leech, 1898
- Illiberis paracybele  Alberti, 1954
- Illiberis paradistincta  Alberti, 1954
- Illiberis phacusana  Strand, 1915
- Illiberis pruni  Dyar, 1905
- Illiberis pseudopsychina  Alberti, 1951
- Illiberis psychina  Oberthür, 1890
- Illiberis rotundata  Jordan, 1907
- Illiberis serrata  Alberti, 1954
- Illiberis shensiensis  Alberti, 1954
- Illiberis silvestris  Strand, 1915
- Illiberis sinensis  Walker, 1854
- Illiberis taikozana  Matsumura, 1927
- Illiberis tenuis  Butler, 1877
- Illiberis translucida  Poujade, 1885
- Illiberis transvena  Jordan, 1907
- Illiberis ulmivora  Graeser, 1888
- Illiberis ussuriensis  Alberti, 1951
- Illiberis vitrea  Jordan, 1908
- Illiberis yunnanensis  Alberti, 1951